# Madeleine Rousset
 (avril 2022).
Si vous disposez d'ouvrages ou d'articles de référence ou si vous connaissez des sites web de qualité traitant du thème abordé ici, merci de compléter l'article en donnant les références utiles à sa vérifiabilité et en les liant à la section « Notes et références ».
Pour les articles homonymes, voir Rousset.
Madeleine Rousset est une actrice française née le 8 janvier 1922 à Montrouge, disparue en août 1978 en Crète et déclarée morte le 8 octobre 1998 à Paris 17e.

## Biographie

### Carrière
Débutant sur les planches et au cinéma durant l'Occupation, elle fait ses premiers pas à l'écran comme figurante dans Le jour se lève (1939) puis dans Les Visiteurs du soir de Marcel Carné (1942), hérite de rôles plus importants l'année suivante dans Les Anges du péché de Robert Bresson,  Le Bal des passants de Guillaume Radot et Échec au roy de Jean-Paul Paulin.
Lancée par les producteurs comme une jeune starlette aussi « pétillante » que talentueuse[réf. nécessaire], elle s'impose rapidement et, en 1945, se voit attribuer le rôle de Sophie de Réan adulte dans la libre adaptation par Jacqueline Audry des Malheurs de Sophie de la comtesse de Ségur. Quelques rôles de toute première importance suivront, notamment celui de l'épouse d'ingénieur en mal d'enfant des Chemins sans loi de Guillaume Radot (1947), mais sa carrière périclite avec l'arrivée de la Nouvelle Vague.
Elle a aussi tourné avec Sacha Guitry dans Si Versailles m'était conté… puis, l'année suivante, pour interpréter le rôle furtif d'une élégante du XVIIIe siècle dans Si Paris nous était conté et, la même année, Jean Delannoy lui octroie le personnage de Madame de Tourzel dans Marie-Antoinette reine de France où elle apparaît tout au long des épisodes consacrés à l'assaut de Versailles par le peuple et à la fuite de la Famille royale à Varennes sans pour autant se voir gratifier d'une seule ligne de texte.
Elle poursuit sa carrière au théâtre en jouant des auteurs de boulevard comme Marcel Achard dont elle avait été la Colinette avant de le retrouver dans Patate.

### Mort
En août 1978, elle disparaît lors d'un séjour au village de Loutró sur la côte sud de la Crète. L'attaque d'un berger lors d'une promenade est envisagée. Son corps n'ayant pas été retrouvé, elle a été déclarée « absente » puis « décédée » par acte du 8 octobre 1998 à l'état civil du 17e arrondissement de Paris.

## Théâtre
- 1949 : Florence et le Dentiste, mise en scène Jacques-Henri Duval, théâtre du Vieux-Colombier
- 1953 : Sens interdit d'Armand Salacrou, mise en scène Michel de Ré, théâtre du Quartier latin
- 1953 : Demeure chaste et pure de George Axelrod, mise en scène Jacques Deval, théâtre Édouard-VII
- 1954-1955 : Gigi de Colette, mise en scène Jean Meyer, théâtre des Arts, théâtre des Célestins, et tournée Karsenty
- 1955 : Isabelle et le Pélican de Marcel Franck, mise en scène Marc Camoletti, théâtre de l'Ambigu
- 1973 : Six personnages en quête d'auteur de Luigi Pirandello, mise en scène Julien Bertheau, Centre d'action culturelle de Chelles

## Filmographie
- 1939 : Le jour se lève de Marcel Carné

- 1942 : Les Visiteurs du soir de Marcel Carné

- 1943 : Les Anges du péché de Robert Bresson  : une religieuse
- 1943 : La Grande Marnière de Jean de Marguenat

- 1944 : Le Bal des passants de Guillaume Radot  : Diana Margis
- 1945 : Échec au roy de Jean-Paul Paulin : Adrienne Lecouvreur
- 1946 : Les Malheurs de Sophie de Jacqueline Audry : Sophie de Réan adulte
- 1947 : Chemins sans loi de Guillaume Radot  : Dolorès
- 1947 : La Dame de Haut-le-Bois de Jacques Daroy  : Janine
- 1949 : Gigi de Jacqueline Audry  : Liane d'Exelmans
- 1950 : Sans tambour ni trompette de Roger Blanc
- 1954 : Si Versailles m'était conté… de Sacha Guitry : une dame de la cour

- 1956 : Marie-Antoinette reine de France de Jean Delannoy  : Madame de Tourzel
- 1956 : Si Paris nous était conté de Sacha Guitry
- 1966 : Les Fables de la Fontaine (série télévisée), épisode Le Chat, la belette et le petit lapin de Hervé Bromberger : Madeleine Cochard